# Туктагулово
Тутагу́лово (рос. Туктагулово, башк. Туҡтағол) — село у складі Туймазинського району Башкортостану, Росія. Входить до складу Бішкураєвської сільської ради.
Населення — 658 осіб (2010; 584 у 2002).
Національний склад:
- башкири — 86 %

У селі народився народний артист Татарстану, артист Альметьєвського татарського театру Іхсанов Рамазан Мінніханович (1930-1982).